# ادیس الم، شوا
ادیس الم، شوا (به لاتین: Addis Alem, Shewa) در اتیوپی است که در منطقه اورومیا واقع شده‌است.

## خصوصیات
ادیس الم ۱۳٬۴۲۳ نفر جمعیت دارد و ۲٬۳۶۰ متر بالاتر از سطح دریا واقع شده‌است.